# イスラエル陸軍
イスラエル陸軍（イスラエルりくぐん）は、イスラエルの陸軍である。イスラエル国防軍の3つの軍種の1つ。陸軍指揮本部(GOC Army headquarters、通称MAZI)の指揮下に置かれ、2022年時点では12万6千人の現役兵士と40万人の予備役兵によって構成されている。

## 戦闘兵科

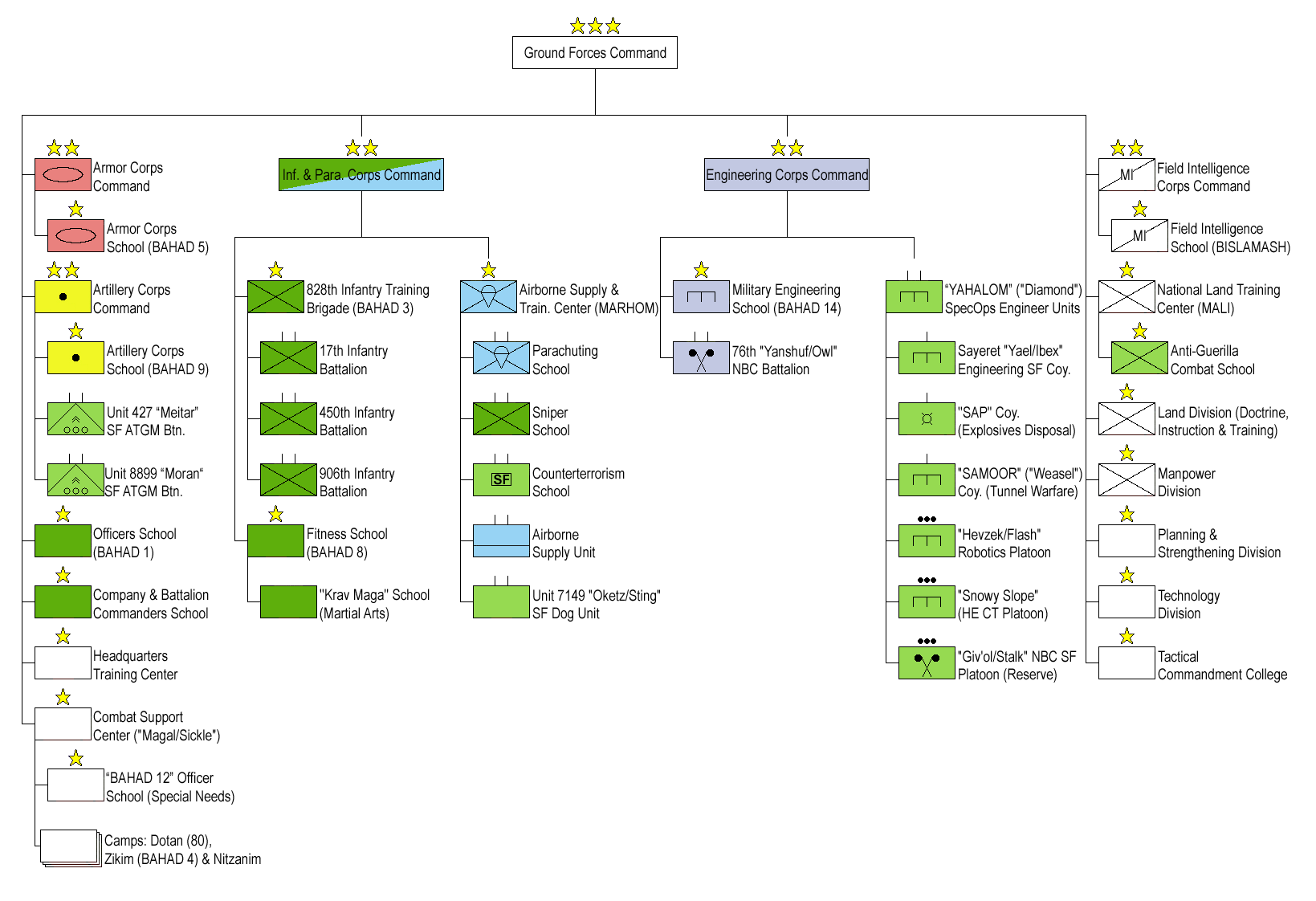
陸軍指揮本部(MAZI)組織図

### 機動兵科 (Maneuvering Corps)

#### 歩兵科 (Infantry Corps)

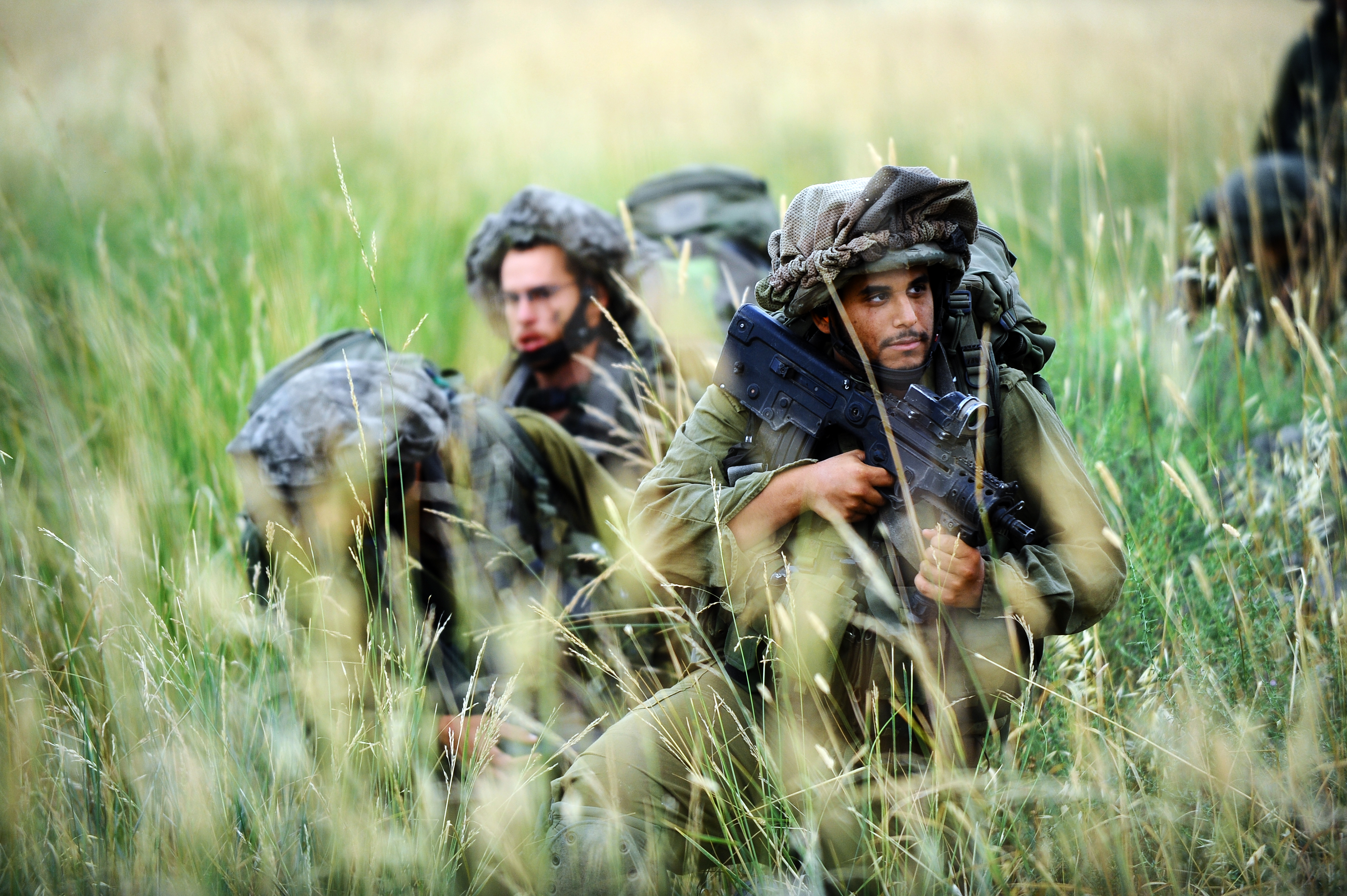
演習を行うナハル旅団の兵士

- 歩兵科/空挺部隊司令部
  - 第1"ゴラニ"歩兵旅団
  - 第35"ツァンハニム"空挺旅団
  - 第84"ギヴァティ"歩兵旅団
  - 第89"オズ"特殊作戦旅団
  - 第900"クフィル"歩兵旅団
  - 第933"ナハル"歩兵旅団
- 第828歩兵訓練旅団（ヘブライ語版） - "バハード 3"
  - 第17歩兵訓練大隊
  - 第450歩兵訓練大隊
  - 第906歩兵訓練大隊
- フィットネススクール  - "バハード 8"
  - "クラヴ・マガ"スクール
- 空挺補給/訓練センター (MARHOM)
  - 落下傘降下スクール
  - 狙撃スクール
  - 対テロリズムスクール
  - 空挺補給部隊
  - 第7149"オケッツ"部隊（英語版） - 軍用犬を運用する部隊。

#### 機甲科 (Armored Corps)
- 機甲科司令部
  - 第7"サール・ミー・ゴラン"機甲旅団
  - 第188"バラク"機甲旅団
  - 第401"アイアントレイルズ"機甲旅団

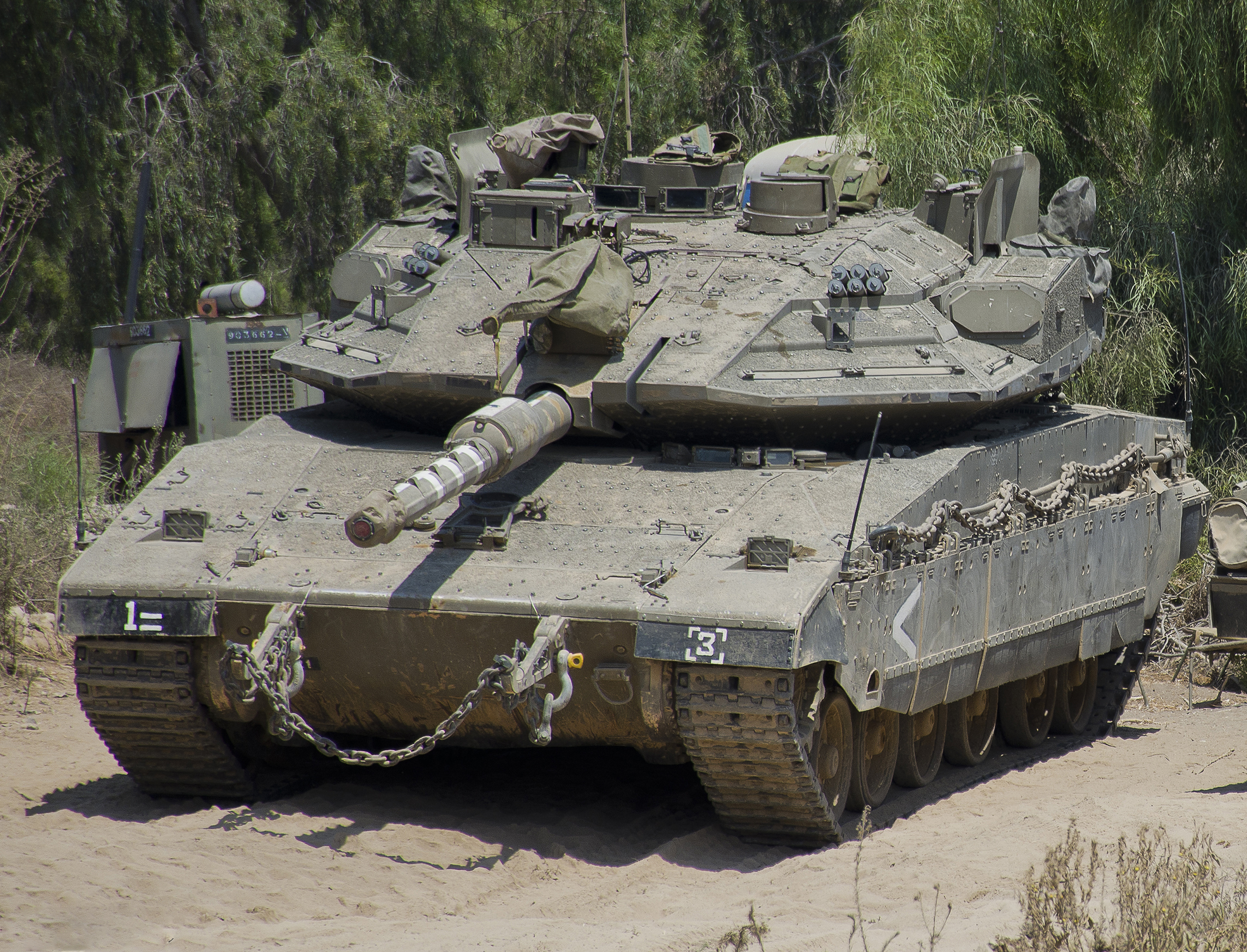
機甲科所属のメルカバMK.4M

  - 第460"サンズ・オブ・ライト"機甲旅団 - 機甲訓練部隊。機甲科訓練学校"バハード 5"の一部を構成する。
- 機甲科訓練学校  - "バハード 5"

### 戦闘支援兵科 (Combat Support Corps)

#### 砲兵科 (Artillery Corps)

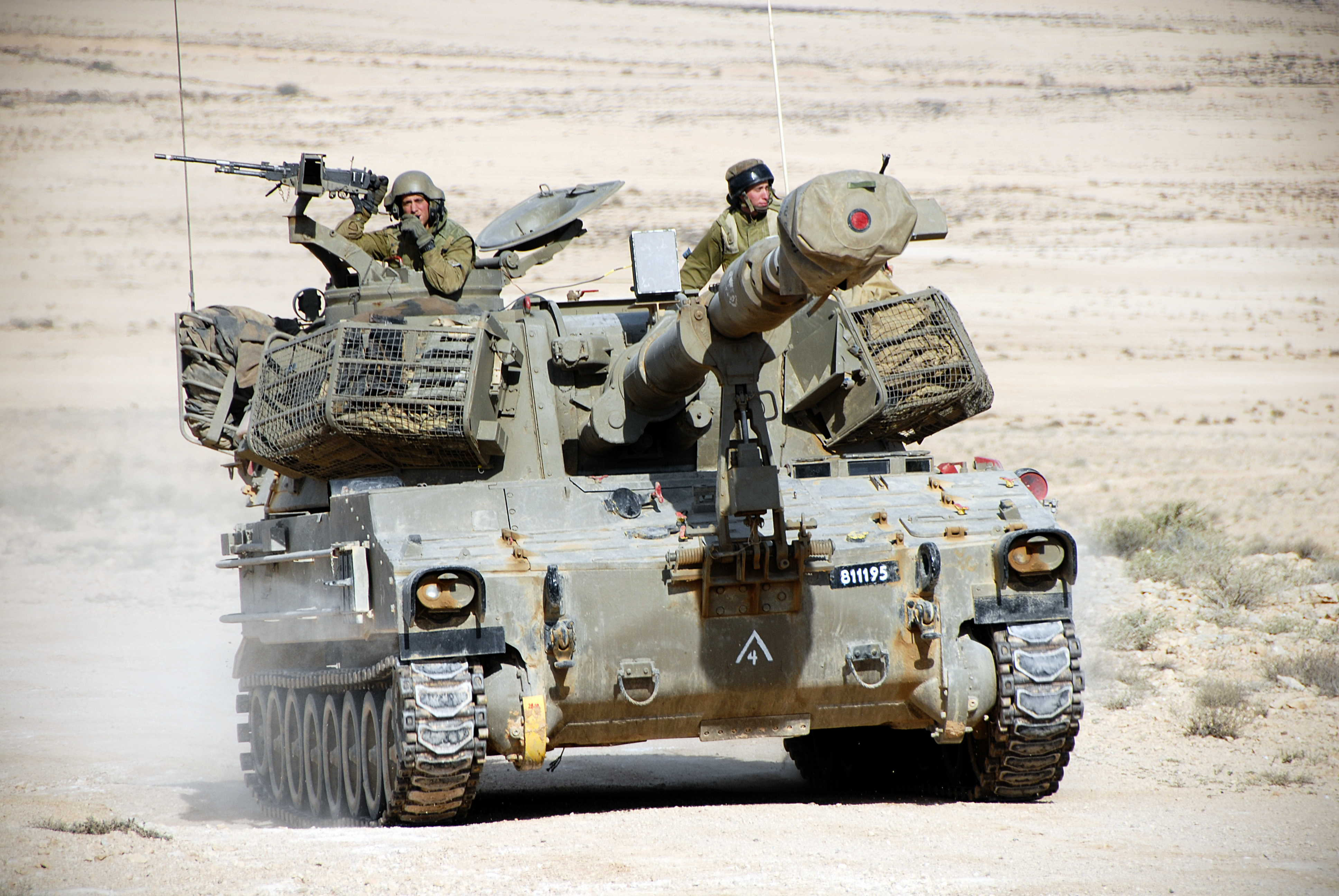
砲兵科所属のM109"Doher"155mm自走榴弾砲

- 砲兵科司令部
  - 第214"ダヴィデ・スリング"砲兵連隊（ヘブライ語版） - UAV、精密誘導弾およびペレフ運用部隊。
  - 第215"ピラー・オブ・ファイア"砲兵連隊（ヘブライ語版）
  - 第282"ゴラン"砲兵連隊（ヘブライ語版）
- 第425"ファイア・フレイム"砲兵連隊（ヘブライ語版） - 砲兵訓練部隊。砲兵訓練学校の一部を構成する。
- スカイライダー（ヘブライ語版） - UAV運用部隊。
- 第427"メイタル"特殊対戦車ミサイル大隊
- 第8899"モラン"特殊対戦車ミサイル大隊
- 砲兵訓練学校  - "バハード 9"

#### 戦闘工兵科 (Combat Engineering Corps)

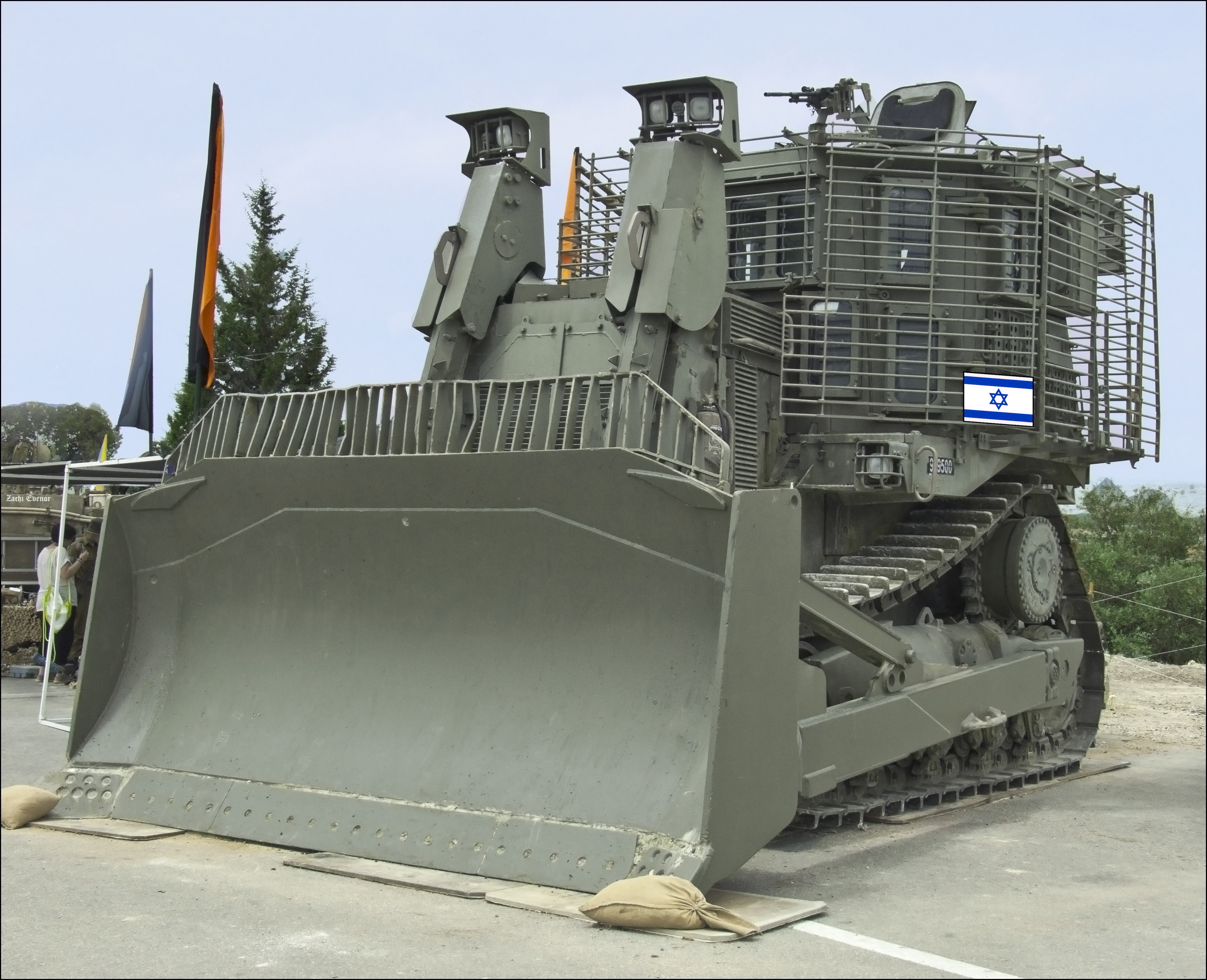
戦闘工兵科のD9装甲ブルドーザー

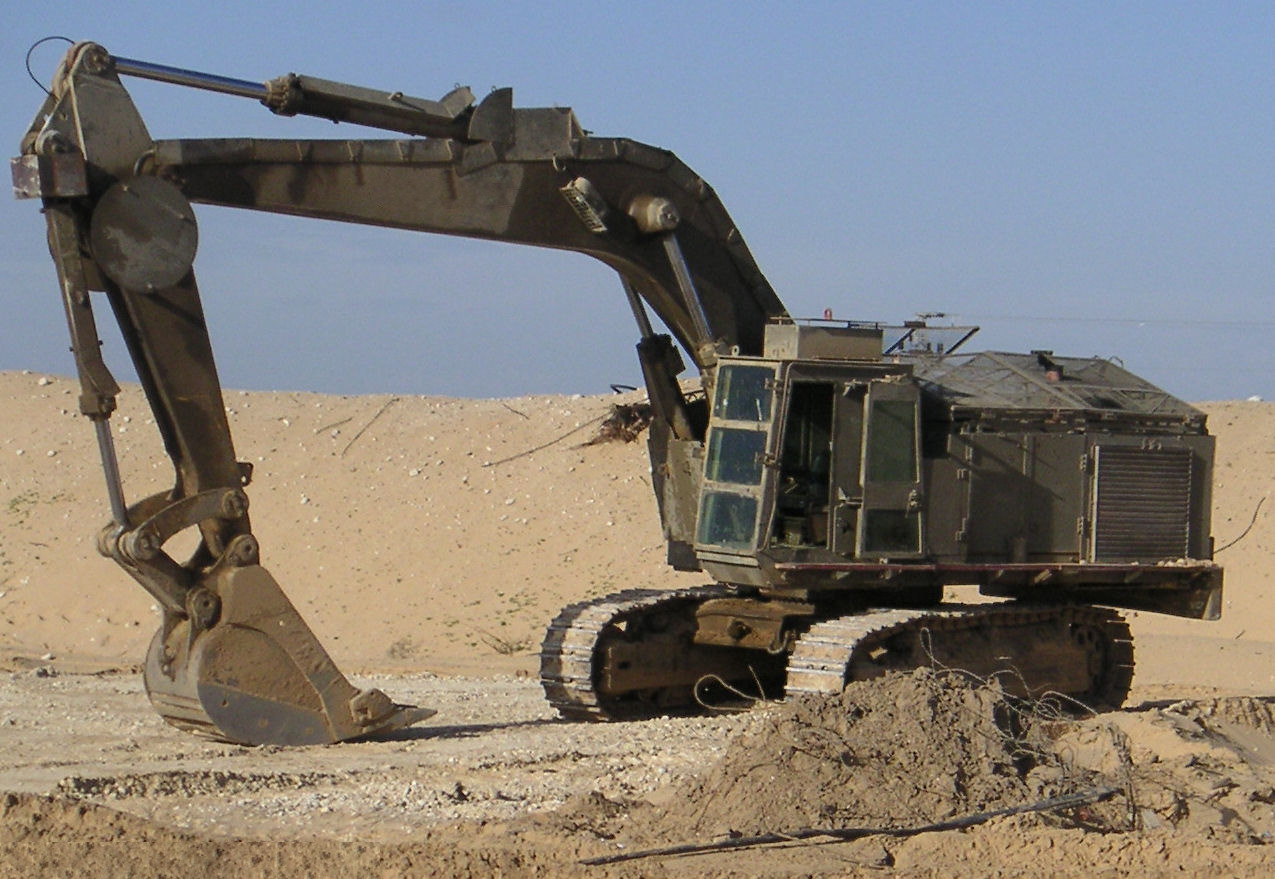
戦闘工兵科の装甲パワーショベル

- 戦闘工兵科司令部
  - 第601"アサフ"戦闘工兵大隊（ヘブライ語版）
  - 第603"ラハヴ"戦闘工兵大隊（ヘブライ語版）
  - 第605"マアツ"戦闘工兵大隊（ヘブライ語版）
  - "エドム"重戦闘工兵中隊
  - "ワイルドキャッツ"重戦闘工兵中隊
  - "スティールキャッツ""重戦闘工兵中隊
  - "ナイツ・オブ・スティール"重戦闘工兵中隊
- ヤハロム - 特殊戦闘工兵大隊。
  - "ヤール"特殊戦闘工兵中隊
  - 爆発物処理中隊"SAP"
  - "ウィーゼル"トンネル戦闘中隊
  - "ヘゼック"軍用ロボット運用小隊
  - "ミッドロン・ムシャルグ"突撃啓開小隊
  - "アヴォセット"対CBRNE小隊
  - "ギヴォル"対NBC小隊
- 第76"ヤンシャフ"対NBC大隊
- 戦闘工兵訓練学校  - "バハード 14"

#### 戦闘情報収集科 (Combat Intelligence Collection Corps)
- 戦闘情報収集科司令部

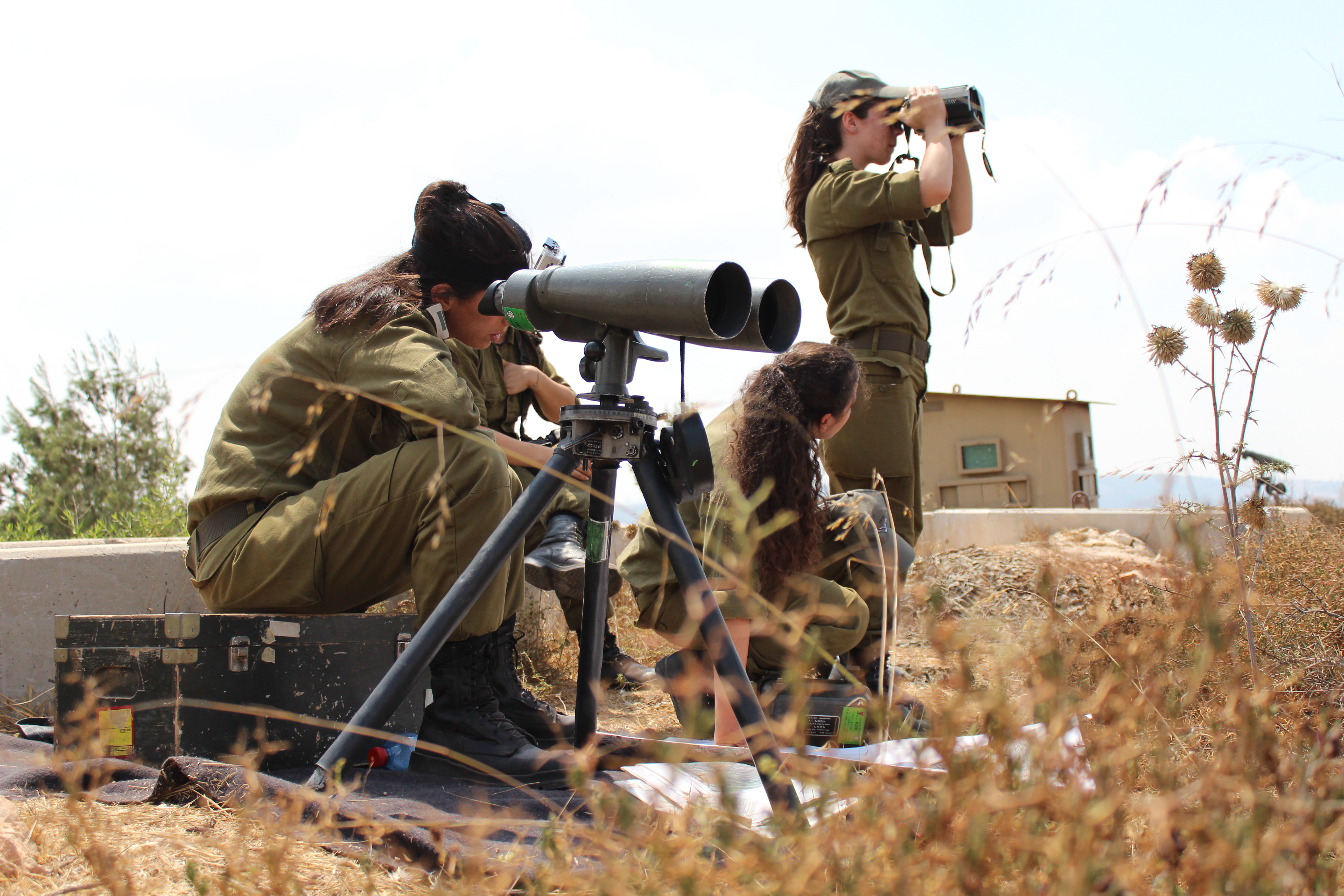
観測訓練を行う戦闘情報収集科の女性兵士

  - 第414"ネシェル"野戦情報大隊 - ガザ地区担当。
  - 第595"アヒト"野戦情報大隊 - シリアおよびゴラン高原方面を担当。
  - 第636"ニツァン"野戦情報大隊 - ヨルダン川西岸地区およびヨルダン渓谷方面を担当。
  - 第727"ラーム/エイタム"野戦情報大隊 - ネゲヴ方面を担当。
  - 第869"シャハフ"野戦情報大隊 - レバノン方面を担当。
- 野戦情報学校 - "BISLAMASH"

## 支援兵科

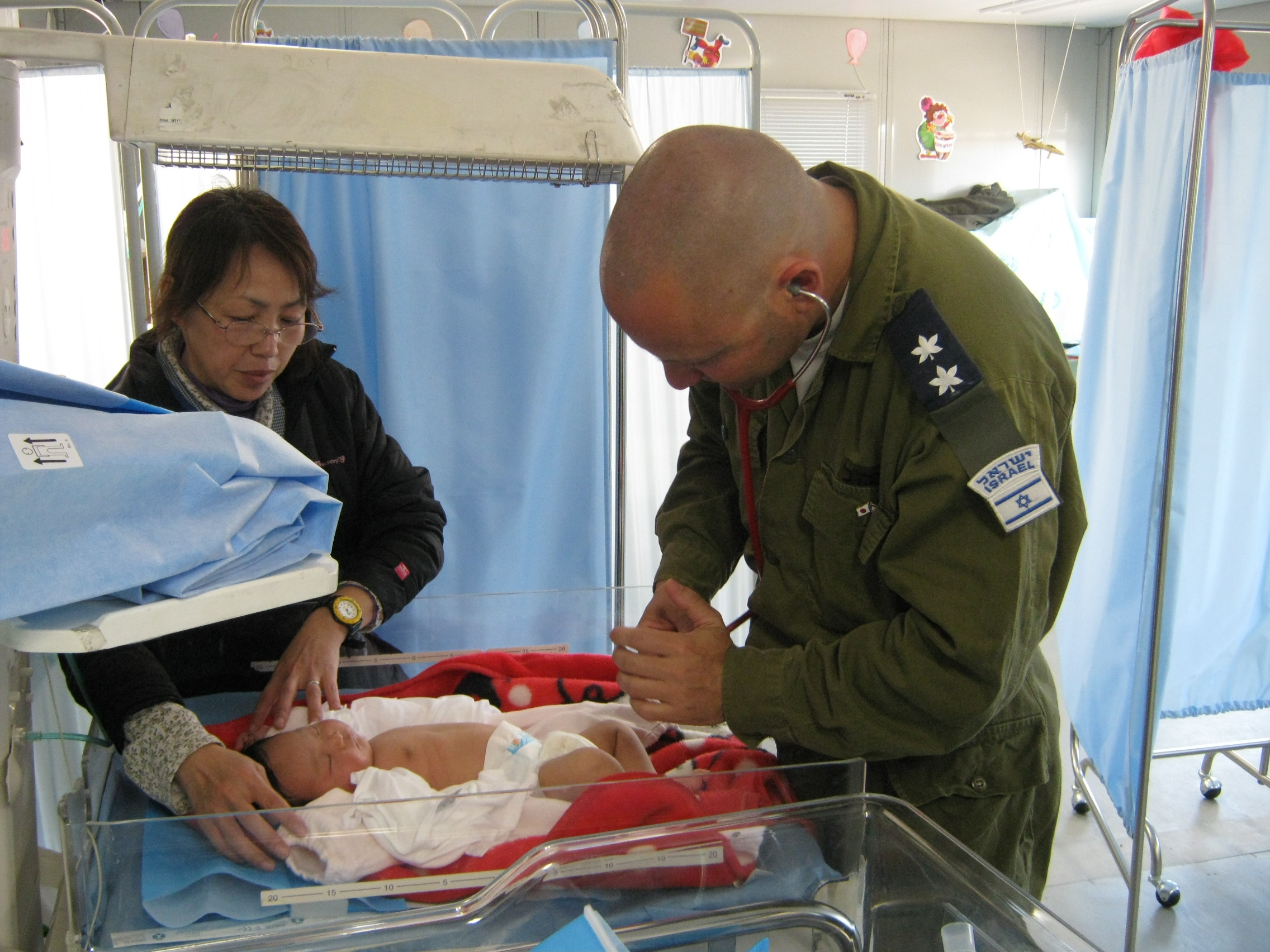
南三陸町の公立志津川病院で医療活動を行う医療科の医師。2011年4月。

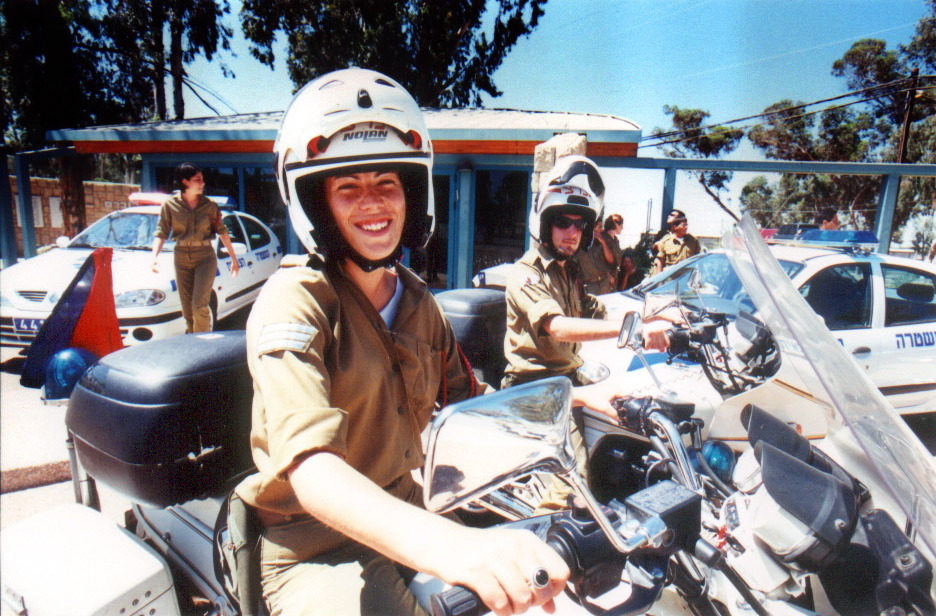
バイクに乗る憲兵科の隊員

- 武器科 (Ordnance Corps)（英語版）
  - 武器科訓練学校 - "バハード 20"
- 医療科 (Medical Corps)（英語版）
  - 医療科訓練学校 - "バハード 10"
- 諜報科 (Intelligence Corps)（英語版）
  - 諜報科訓練学校 - "バハード 15"
- 指揮通信科 (C4I Corps)（英語版）
  - 指揮通信科訓練学校 - "バハード 7"
- 教育・青年科 (Education and Youth Corps)（英語版）
  - 教育・青年科訓練学校 - "バハード 6610"
- 副官科 (Adjutant Corps)（英語版）
  - 副官科訓練学校 - "バハード 11"
- 兵站科 (Logistics Corps)（英語版）
  - 兵站科訓練学校 - "バハード 6"
- 憲兵科 (Military Police Corps)（英語版）
  - 憲兵科訓練学校 - "バハード 13"
- 従軍ラビ科 (Military Rabbinate)（英語版）
- 総務科 (General Corps)（英語版）

## その他の組織
- 士官学校（ヘブライ語版） - "バハード 1"
- 中隊・大隊指揮官学校
- 司令部訓練学校
- 国立地上訓練センター (MALI)
  - 対ゲリラ戦スクール
- 市街戦訓練センター
- "マガル"戦闘支援センター
  - 特別士官学校 - "バハード 12"
  - バハード 4 (新兵、予備役兵訓練施設。2007年に廃止)
- バハード 12 (女性兵士の訓練施設。2005年に廃止。)
- バハード 16 (民間防衛軍の訓練施設。)
- ドクトリン・訓練部
- 企画・強化部
- 人材部
- 技術部

## 編成
厳密には各部方面軍は陸軍指揮本部の指揮下にはなく、参謀総長の指揮下にあるが、便宜上ここに掲載した。
詳細な編成については各方面軍の記事を参照の事。

### 北部軍

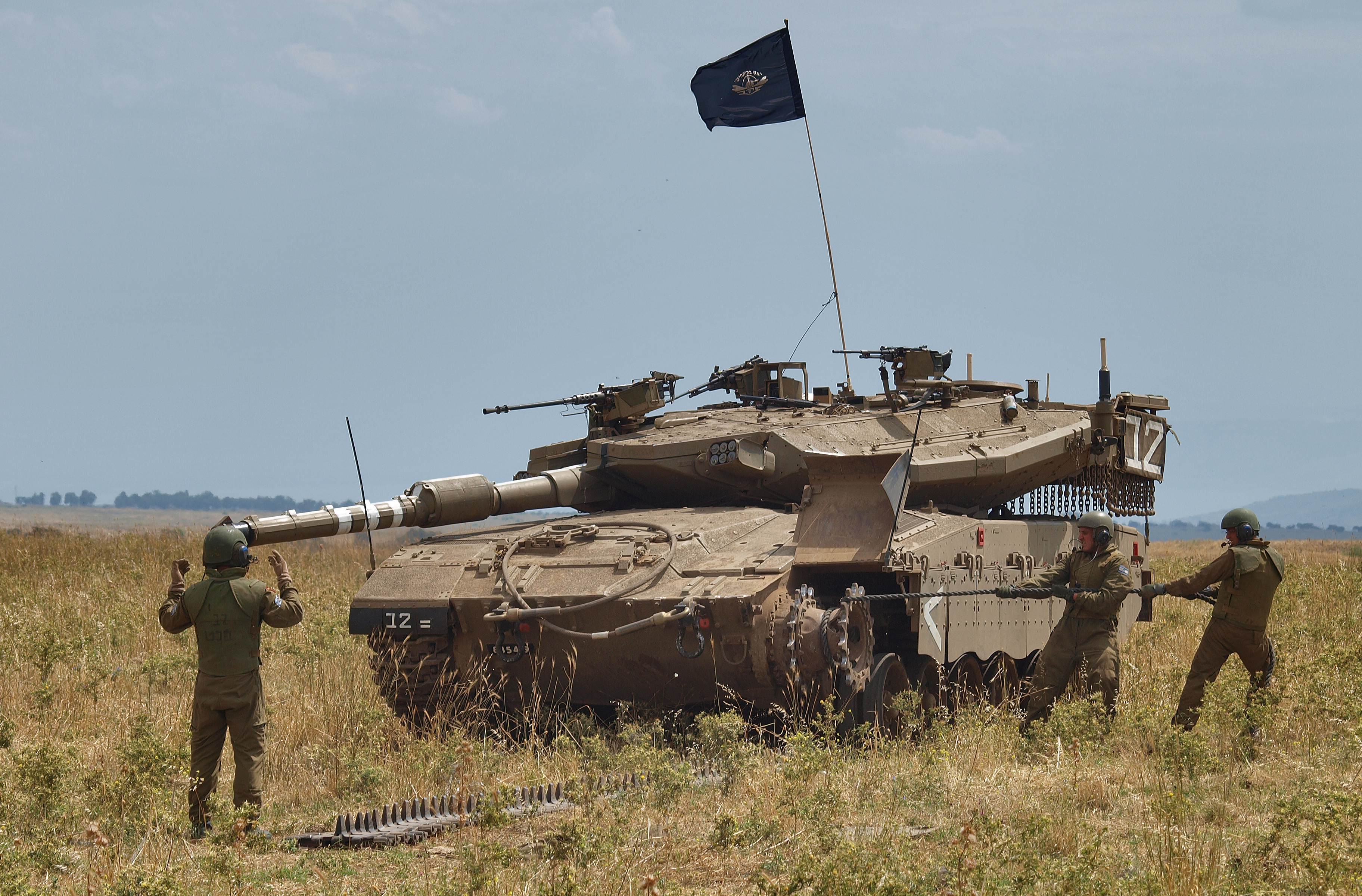
第188機甲旅団所属のメルカバMk.3D

- 第36"ガアシュ"機甲師団
  -  第1"ゴラニ"歩兵旅団
  -  第6"エツィオニ"歩兵旅団
  -  第7"サール・ミー・ゴラン"機甲旅団
  -  第188"バラク"機甲旅団
- 第91"ガリラヤ"歩兵師団（英語版）
  - 第299"ヘレヴ"独立歩兵大隊（英語版） - イスラム教ドゥルーズ派の兵士により構成される歩兵大隊。2015年に解散。
- 第146"バング"機甲師団（英語版）
- 第210"バシャン"地域師団（英語版）

### 中央軍

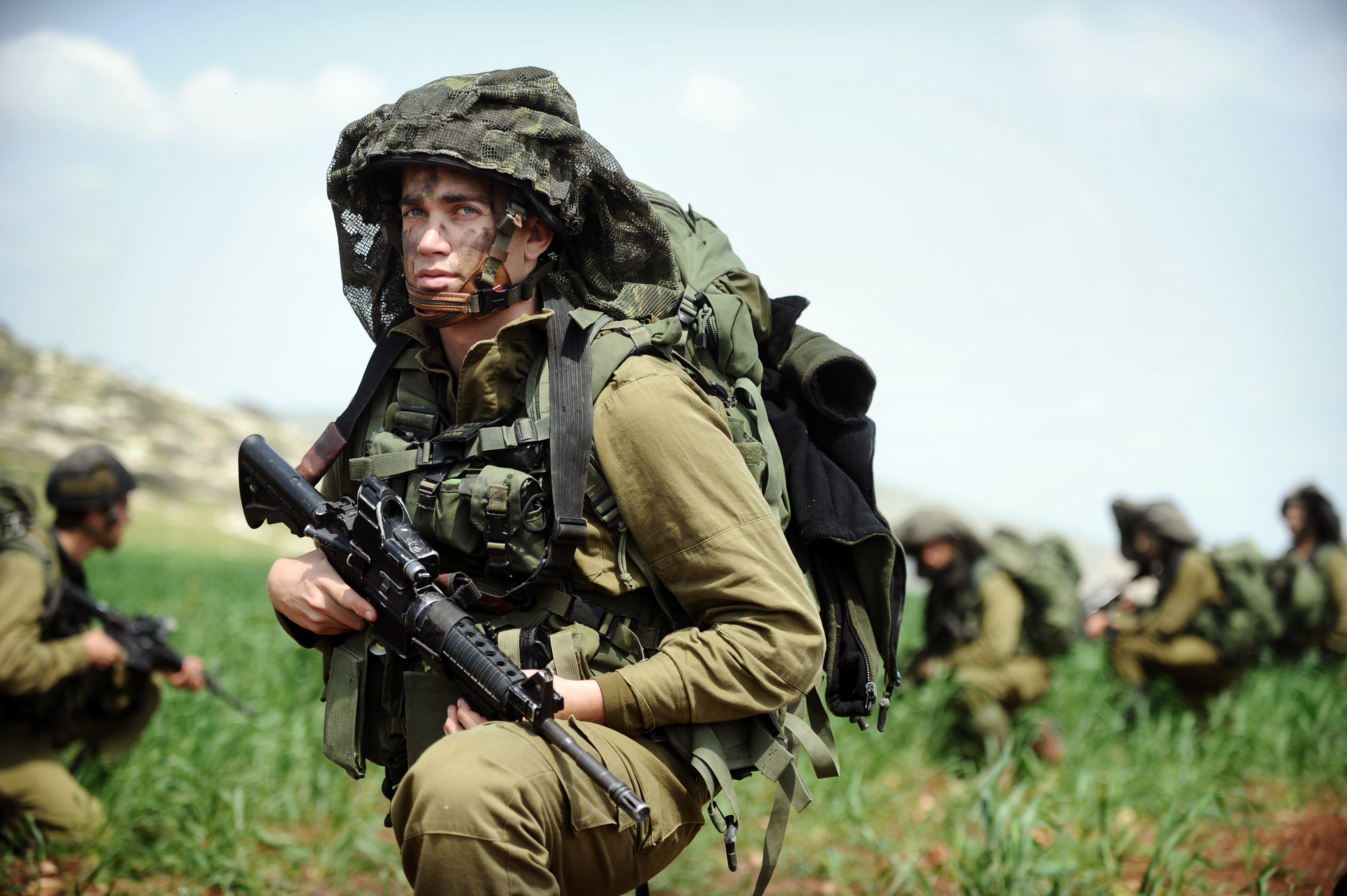
第900"クフィル"歩兵旅団所属兵士

- 第98"ハ・エシュ"空挺師団
  -  第35"ツァンハニム"空挺旅団
  -  第89"オズ"特殊作戦旅団
- 第340"イドン"予備役機甲師団（英語版）
  -  第900"クフィル"歩兵旅団
- 第877"ユダヤ・サマリア"地域師団（英語版）
- 第417"ヨルダン・バレー"地域旅団（ヘブライ語版）

### 南部軍

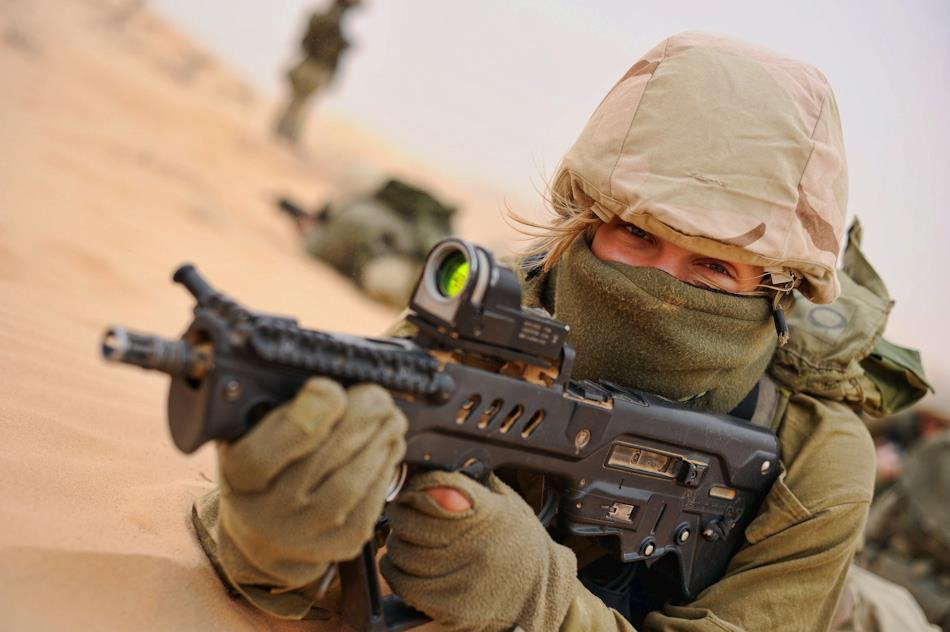
第33独立軽歩兵大隊（通称、"カラカル大隊"）で訓練を行う女性兵士。IMI Tavorを構えている。

- 第80"エドム"地域師団（英語版）
  -  第460"サンズ・オブ・ライト"機甲旅団 - 機甲（戦車）訓練部隊。
  -  第33"カラカル"軽歩兵大隊 - 女性兵士が7割を占める歩兵大隊。
- 第143"ファイアフォックス"地域師団（英語版）
  -  "第585砂漠偵察大隊（ヘブライ語版）" - ベドウィンの兵士により構成される部隊。
- 第162"ハ・ペラダー"機甲師団
  -  第401"アイアントレイルズ"機甲旅団
  -  第84"ギヴァティ"歩兵旅団
  -  第933"ナハル"歩兵旅団
- 第252"シナイ"予備役機甲師団

### 民間防衛軍

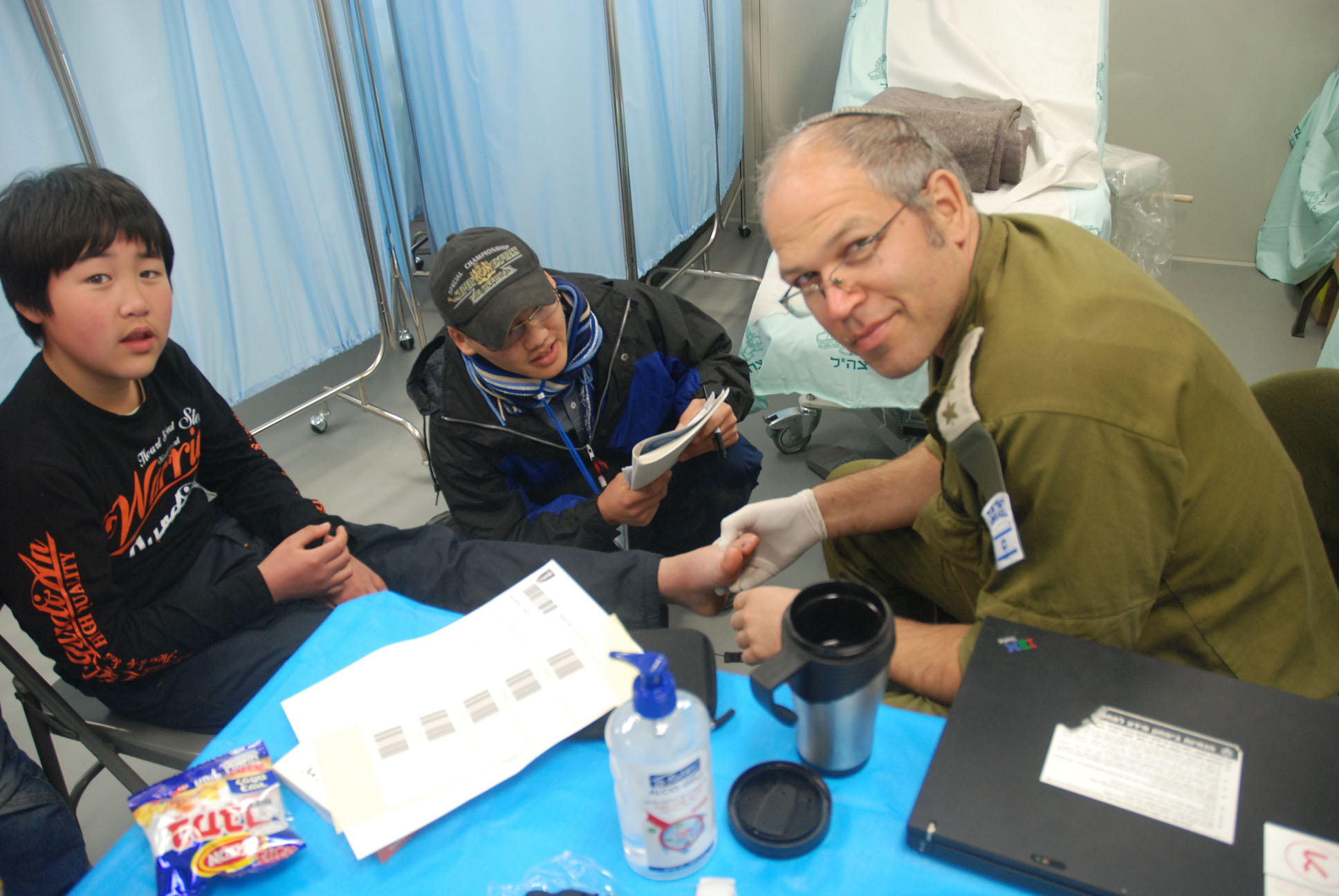
2011年の東日本大震災の救援活動で、医療活動を行う民間防衛軍の医師。

- 北部管区
- ハイファ管区
- グッシュ・ダン管区（テルアビブ管区）
- 中央管区
- エルサレム管区
- 南部管区
- 捜索救難学校（バハード16）（英語版）
- オーク管区（第60管区）（ヘブライ語版）
- アロン旅団（"Alon" Brigade）

### 特殊部隊

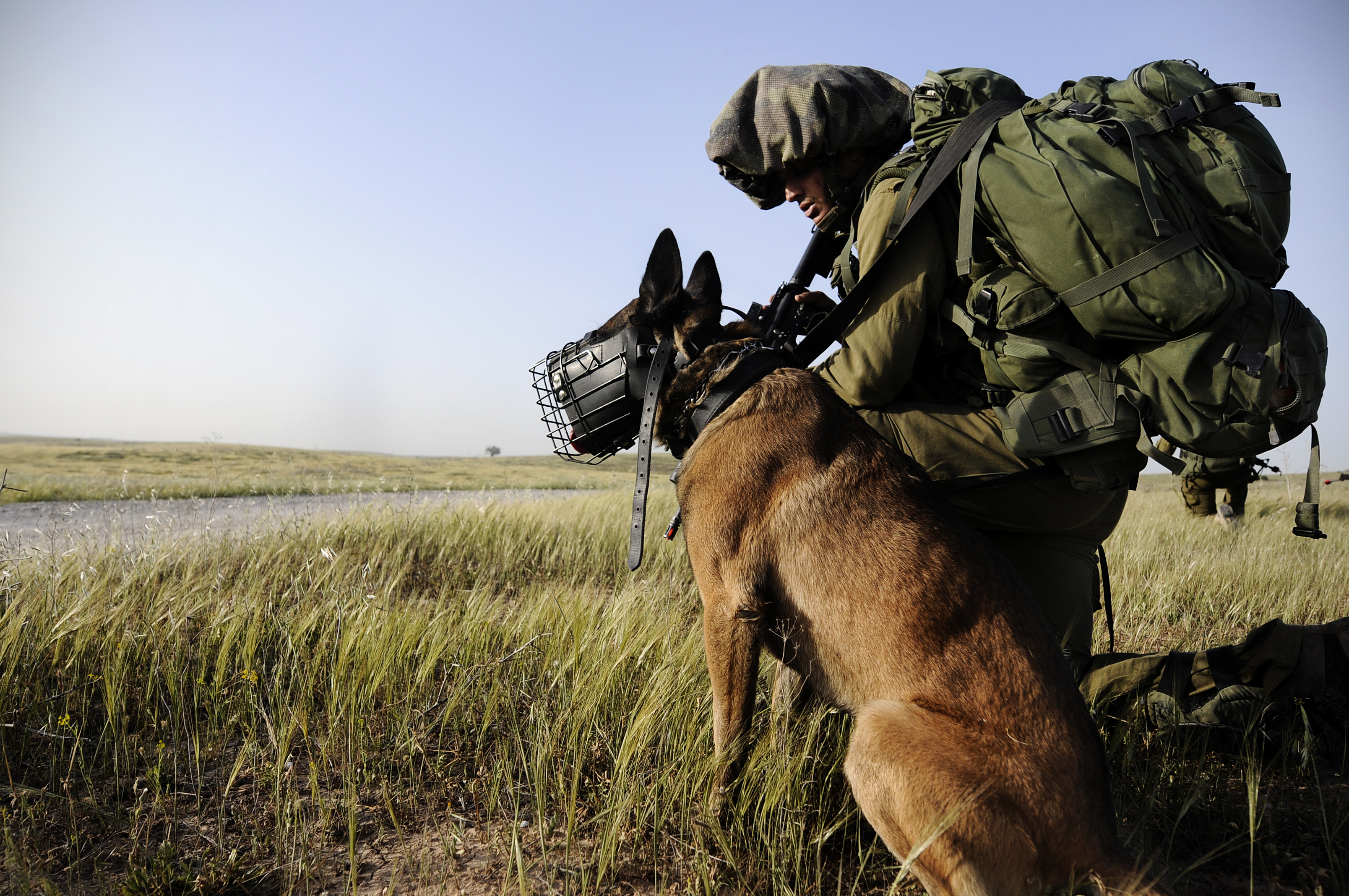
オケッツ所属の兵士と軍用犬。

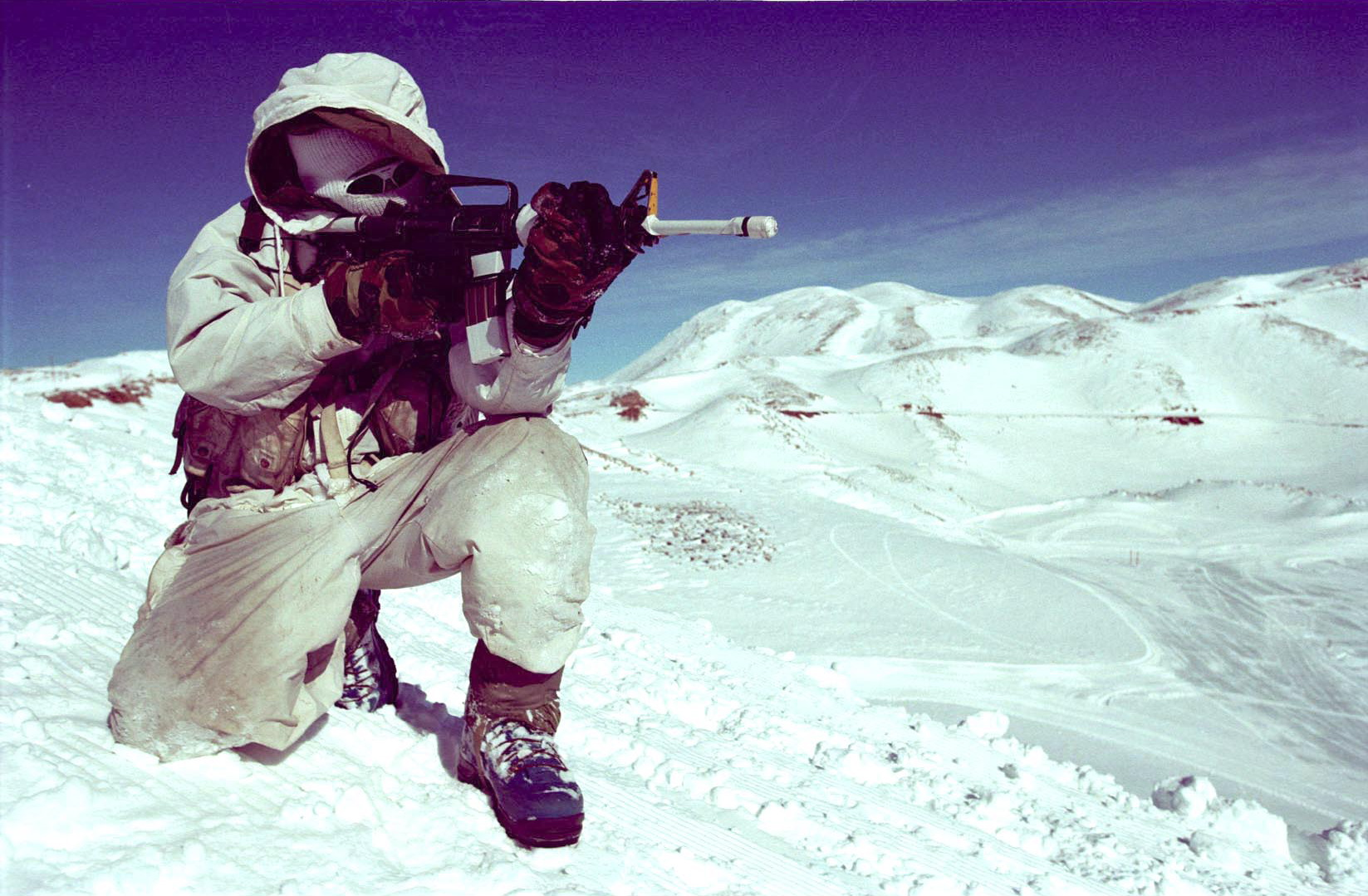
ヘルモン山で訓練を行うアルピニスティム隊員

- 第89"オズ"特殊作戦旅団 - 第98空挺師団隷下に2015年12月に設置された陸軍の統合特殊作戦旅団。以下の4つの特殊部隊を傘下に擁する。
  -  マグラン（英語版） - 参謀本部直属の長距離偵察部隊。
  -  エゴズ - 北部軍、ゴラニ旅団所属の不正規戦部隊。
  -  ドゥヴデヴァン（英語版） - 中央軍、第98空挺師団に所属しヨルダン川西岸地区で活動する対テロ部隊。
  -  リモン（ヘブライ語版） - 南部軍、ギヴァティ旅団隷下に編成された偵察部隊。

その他の特殊部隊
- 偵察大隊"GADSAR" - 各歩兵旅団に編成されている偵察大隊。偵察中隊"PALSAR"を擁する。
- シムション（英語版） - ガザ地区で活動していた対テロ部隊。オスロ合意に基づき廃止された。
- オケッツ（英語版） - 軍用犬を運用する特殊部隊。
- ヤハロム - 戦闘工兵科（英語版）に属する特殊部隊。
- アルピニスティム - 北部ヘルモン山等での山岳戦を専門とする特殊部隊。
- シュアレイ・シムション（英語版） - ギヴァティ旅団傘下の特殊部隊として第一次中東戦争当時に活動。現在、ギヴァティ旅団の偵察大隊が同じ名称を持っている。
- 標的野戦情報部隊（ヘブライ語版） - 戦闘情報収集科に属する特殊部隊。
- ロタール・エイラット（英語版） - 南部エイラート市に拠点を置く対テロ/人質救出部隊。

## 装備

### 小火器

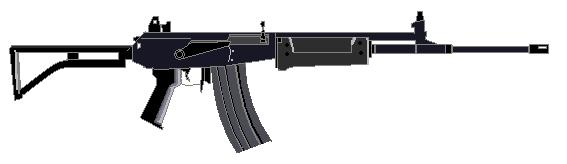
ガリル

- ジェリコ941 "ベビー・イーグル" - ハンドガン
- UZI - サブマシンガン
  - ミニ・ウージー
  - マイクロ・ウージー
  - ウージー・ピストル
- IMI ガリル - アサルトライフル
  - ガリルAR
  - ガリルSAR
  - マイクロ・ガリル
- M16 - アサルトライフル
  - M16A1
  - M16A2
  - CAR15
  - M4カービン
- IMI タボールAR21 - ブルパップ方式アサルトライフル
  - CTAR-21
  - GTAR-21
  - X95
- AK-47 - 鹵獲品、特殊部隊が使用
- ミニミ軽機関銃
- IMI ネゲヴ - 軽機関銃
- FN MAG - 汎用機関銃
- PKM - 鹵獲品、特殊部隊が使用
- M21 - 半自動ブルバップ方式狙撃銃
  - TCI M89SR - 半自動ブルバップ方式狙撃銃
- SR-99 - 口径7.62×51mm仕様ガリルARMを改良した半自動狙撃銃
- M24 SWS - ボルトアクション狙撃銃
- RCWS - 遠隔操作式武器操作システム
- コーナーショット - フロリダに本拠を有するアメリカ・イスラエルの合弁会社

### 戦車

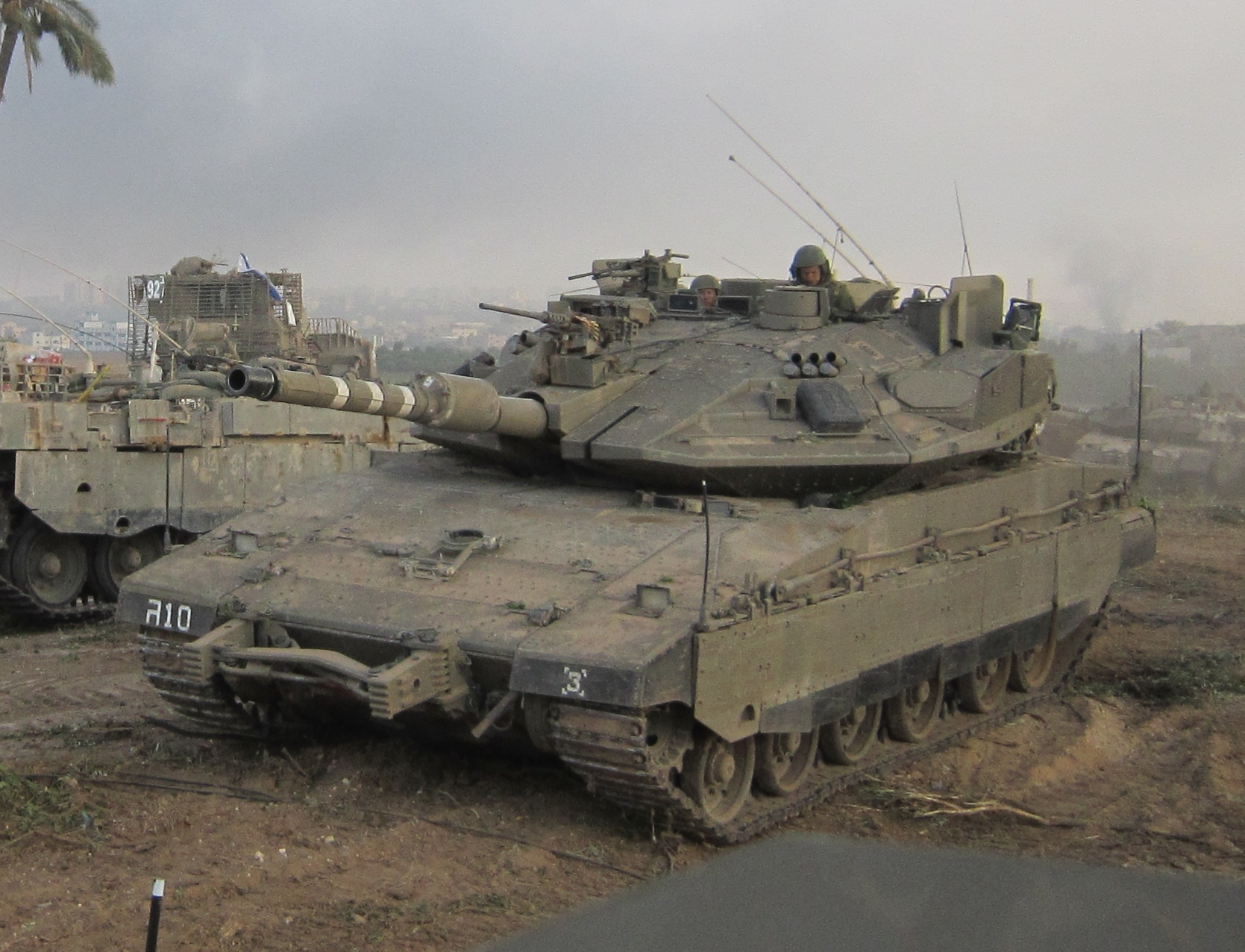
メルカバ Mk.4

- スーパーシャーマン - アメリカ製のM4シャーマンから独自改修された戦車。
- マガフ - アメリカ製のM48パットン、M60パットンから独自改修された戦車。
- ショット - イギリス製のセンチュリオンから独自改修された戦車。
- チラン - アラブ諸国から捕獲した旧ソ連製のT-54、T-55、T-62から独自改修された戦車。
- メルカバ - イスラエル国産の主力戦車。
  - メルカバ Mk 1
  - メルカバ Mk 2
  - メルカバ Mk 3
  - メルカバ Mk 4

### 多目的装甲車両IFV/CEV
- サンドイッチ装甲車 - 独立戦争（第一次中東戦争）で使用された即製装甲車。
- M3ハーフトラック - アメリカ製のM3ハーフトラック系の車両に独自改修。
- M113 ZELDA / Bardelas APC  - アメリカ製のM113 APC系の車両に独自改修。
- プーマ - ショットをベースにした戦闘工兵車。
- ナグマショット - ショットをベースにしたAPC。
- ナグマホン - ショットをベースにしたAPC。
- ナクパドン - ショットをベースにしたAPC。
- アチザリット - チランをベースにしたAPC。
- ナメルARV/APC - メルカバをベースにした装甲回収車及びAPC。
- Nimda Shoet装輪装甲車 - 装輪式のAPC。
- ゼーブ装輪装甲車 - 装輪式のAPC。
- Safaron装輪装甲車 - 装輪式のAPC。
- プラサン サンドキャット - 装輪式の軽装甲車。イスラエル警察に配備された。
- キャタピラーD9 - 米国製ブルドーザーD9に装甲キャビンと銃火器を追加

### 自走砲
- Machbet - 自走対空砲。M113ベースのM163対空自走砲にFIM-92 スティンガー対空ミサイル発射機を追加。
- M109 Rochev/Doher 155mm自走榴弾砲
- M110 203mm自走榴弾砲
- M270 MLRS Menatezz
- ペレフ - マガフ5の車体に12基のスパイク-NLOSミサイルランチャーを搭載した自走ミサイルランチャー。

### 非装甲車両、全地形対応車
- ジープ - 小型軍用車。
- M38A1 - 小型軍用車。
- M151 - 小型軍用車。
- AIL ストーム - ジープ・ラングラーをベースにした小型軍用車。
- MDT ダビデ - ランドローバー・ディフェンダーをベースにした小型軍用車。
- ダッジ WC - 小型〜中型軍用車。
- M325 ヌンヌン - 小型〜中型軍用車。
- M462 Abir - 小型〜中型軍用車。
- ハンヴィー - 小型〜中型軍用車。
- AIL デザートレイダー - 小型の軍用バギー

### ロケットおよびミサイル
- Gil/Spike - 対戦車ミサイル
- Shipon - 対戦車ミサイル
- エリコ  - 弾道ミサイル
- シャヴィト - 人工衛星打ち上げロケット
- パイソン - 空対空ミサイル
- ポップアイ  - 空対地ミサイル
- ガブリエル - 対艦ミサイル
- Hetz (アロー) - 弾道弾迎撃ミサイルシステム
- LAR-160 - 多連装ロケット砲

### その他
- Oren Yarok (Green Pine) - レーダー・システム
- Phalcon - AEW&C機用のレーダー・システム
- 軍事衛星
  - Ofeq - 偵察衛星
  - Amos - 通信衛星 (軍民共用)
- Katbam - 無人艦船
- ガーディアム UGV - 無人地上車両
- LITENING - 軍用機用統合航行・照準ポッド
- トロフィー - 車輌用APS（アクティブ防護システム）
- アイアンフィスト - 車輌用APS（アクティブ防護システム）
- ドロイド - 車輌用APS（アクティブ防護システム）
- Barak Zoher - メルカバに搭載されている先進火器管制システム